# 刺莧
刺莧（学名：Amaranthus spinosus），又名竻苋菜（岭南采药录）、勒苋菜（广东），是一种野生苋菜，属莧科莧属，可以食用，但在許多地區都是入侵物種。

## 形态
- 一年生直立草本，多分枝。
- 莖有稜，常帶有紫紅色，下部光滑，上部稍有毛。
- 葉卵形或菱状卵形，两端渐狭，中脉背面突出；葉基深入葉柄，彷如葉柄有翼，葉柄基部有兩根銳刺，針刺的基部扁平。
- 下為團塊狀，雌花簇生于叶腋；上為長穗狀，雄花集为顶生的圆柱形穗狀花序；花为绿白色。

## 分佈
刺莧原產於美洲熱帶地區，但現在已被引入世界各地，有些時候甚至在被引入地當做毒草來對待。在亞洲的稻米種植業中是危害極大的一種雜草。
除去原產地以外，刺莧還分布在印度、日本、台湾岛、菲律宾、中南半岛、马来西亚以及中国大陆的福建、河南、云南、江苏、浙江、广东、四川、贵州、陕西、安徽、湖南、湖北、广西、江西等地，生长于海拔350米至1,500米的地区，喜生長在乾燥荒地，及园圃的杂草。

## 食用

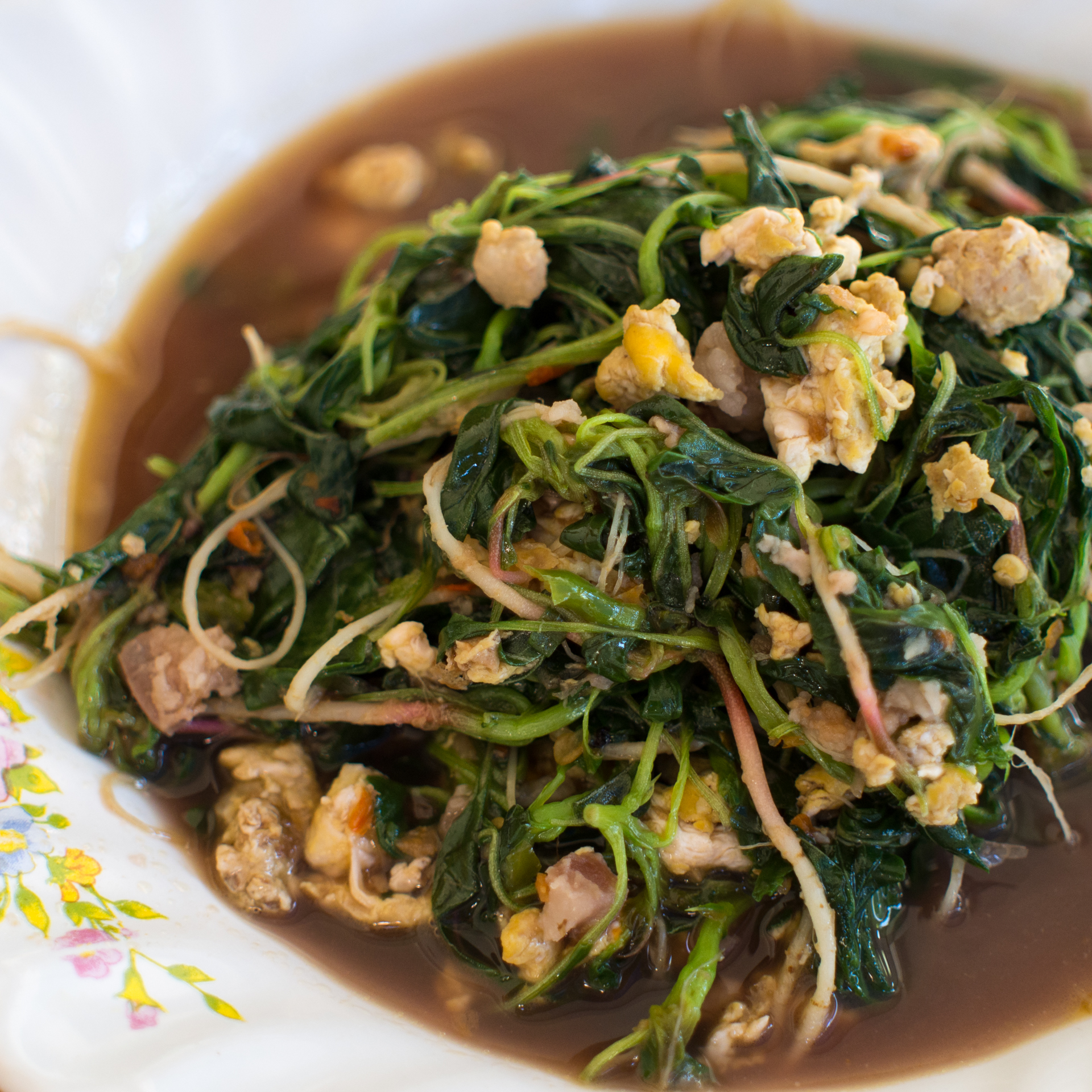
Phat phak khom是一道以刺莧嫩芽炒出來的泰國菜

在非洲，刺莧和同屬的其他幾種植物一樣屬於珍貴的食用植物。在泰國菜中，刺莧做出來的一道菜被稱作phak khom，在泰米爾語中被叫做mullik keerai，梵語中則是tanduliyaka。菲律賓人也會用刺莧來做菜，他們將其稱為kulitis。在迪維希語中，刺莧的葉子被稱為massaagu，馬爾代夫的人們數個世代以來都用於食物。

## 外部連結
- PROTAbase on Amaranthus spinosus （英文）
- Jepson Manual Treatment （英文）